# Nationally Appropriate Mitigation Action
NAMA – Nationally Appropriate Mitigation Action (zu deutsch: national angemessene Minderungsmaßnahme) ist ein Konzept für Klimaschutzmaßnahmen in Entwicklungsländern, das seit 2007 unter der Klimarahmenkonvention diskutiert wird.

## Zentrale Eigenschaften von NAMA (gemäßBali Action Plan)
Erwähnung findet das Konzept erstmals im Bali Action Plan, den die Vertragsstaaten der Klimarahmenkonvention auf den Klimaverhandlungen 2007 in Bali ausgehandelt haben. Paragraph 1 (b)(ii) definiert NAMA als eine „national angemessene Minderungsmaßnahme der Vertragsparteien, die Entwicklungsländer sind, im Zusammenhang mit einer nachhaltigen Entwicklung, unterstützt und ermöglicht durch Technologie, Finanzmittel und Kapazitätsaufbau, in messbarer, zu berichtender und überprüfbarer Weise;“ Damit sind die wesentlichen Eigenschaften von NAMAs benannt:
Berücksichtigung nationaler Bedingungen und Abgrenzung zu Verpflichtungen (commitments) von Industriestaaten
Mit dem Begriff „Minderungsmaßnahme“ (mitigation action) wurden NAMAs klar von den Minderungsverpflichtungen (commitments) der Industriestaaten abgegrenzt. Mit der Festlegung, dass die Maßnahmen „national angemessen“ sein sollen, wurde die Berücksichtigung der nationalen sozio-ökonomischen Bedingungen betont. Damit haben die Vertragsstaaten die bereits in der Klimarahmenkonvention enthaltene Formulierung der gemeinsamen, aber unterschiedlichen Verantwortlichkeiten und Fähigkeiten (common, but differentiated responsibilities and capabilities) zwischen Industriestaaten und Entwicklungsländern erneut bestätigt.
Verknüpfung mit den Zielen der nachhaltigen Entwicklung
Die Minderungsmaßnahmen müssen im Kontext nachhaltiger Entwicklung durchgeführt werden. Das bedeutet, dass sie in breiter angelegte (nationale) Strategien zur Umsetzung ökologischer, sozialer und ökonomischer Ziele eingebettet sein müssen.
Unterstützung durch Industriestaaten
Die Industrieländer sollen die Entwicklung und Durchführung von NAMAs technologisch und finanziell unterstützen und auch der Kapazitätsaufbau soll gefördert werden.
Messung, Berichterstattung und Überprüfung (MRV)
Der Zusatz zur Messung, Berichterstattung und Überprüfung (Measurement, Reporting and Verification – MRV) ist eine zentrale Anforderung, die sich sowohl auf die Minderungsmaßnahme selbst als auch auf deren Unterstützung bezieht.

## Die NAMAs bei den internationalen Klimaverhandlungen
Gemäß dem Bali Action Plan sollte 2009 die Klimakonferenz in Kopenhagen (COP 15) zu einem agreed outcome führen. Anstatt des von vielen erwarteten völkerrechtlich verbindlichen globalen Klimaabkommens endeten die Verhandlungen jedoch lediglich mit dem Copenhagen Accord. Diese politische Absichtserklärung konnte aufgrund des Widerstands einzelner Ländern nicht formal von der Vertragsstaatenkonferenz verabschiedet werden, sondern wurde lediglich zur Kenntnis genommen. Für die Weiterentwicklung des NAMA-Konzepts und den weiteren Verlauf der NAMA-Verhandlungen war der Copenhagen Accord trotz seines fraglichen völkerrechtlichen Status von großer Bedeutung: So beinhaltet der Text bereits Hinweise auf die Unterscheidung zwischen NAMAs, die internationale Unterstützt werden (supported NAMAs), und solchen, die aus eigenen Mitteln durchgeführt werden (domestic NAMAs). Zudem umfasste der Copenhagen Accord einen Anhang (Appendix 2), in den Entwicklungsländer ihre NAMAs eintragen konnten.
Auf den Klimaverhandlungen in Cancún (COP 16) wurden diese NAMAs unter das offizielle Dach der UN gebracht. Dennoch wurde der freiwillige Charakter der NAMAs aufrechterhalten. So werden die Entwicklungsländer in den Cancun Agreements dazu aufgefordert, auf freiwilliger Basis Informationen zu geplanten NAMAs zur Verfügung zu stellen (Decision 1/CP.16, para 50).
Darüber hinaus wurden in Cancún weitere Entscheidungen getroffen, die hinsichtlich der Unterstützung bei der Entwicklung und Durchführung von NAMAs besonders bedeutend sind. So wurde die in Kopenhagen gemachte Zusage der Industriestaaten, bis 2020 jährlich 100 Milliarden US-Dollar an Unterstützung für Entwicklungsländer bereitzustellen, formal verabschiedet. Darüber hinaus einigten sich die Vertragsstaaten auf die Einrichtung des Grünen Klimafonds (Green Climate Fund), der Finanzmittel für Anpassungs- und Klimaschutzmaßnahmen in Entwicklungsländern bereitstellen soll. Eine weitere zentrale Entscheidung ist der Beschluss, ein Register für NAMAs (NAMA Registry) einzurichten. Die NAMA Registry soll die Zusammenarbeit zwischen Ländern, die Unterstützungsmaßnahmen für die Durchführung von NAMAs benötigen, und Geberländern und -organisationen fördern. Weitere bedeutende Vorgaben betreffen die Messung, Berichterstattung und Überprüfung von NAMAs.
2012, bei der Verhandlungsrunde in Durban (COP 17) einigten sich die Vertragsstaaten darauf, die NAMA Registry als internetbasierte Plattform zu entwickeln, die von Sekretariat der Klimarahmenkonvention verwaltet wird. Entwicklungsländer wurden ferner dazu aufgefordert, weitere Informationen zu NAMAs bereitzustellen. Die Vertragsparteien legten in Durban zudem fest, nach welchen Richtlinien Entwicklungsländer über ihre Klimaschutzaktivitäten berichten müssen und wie diese Informationen international überprüft werden sollen. Beide Vorgaben sind in Zusammenhang mit MRV von NAMAs von Bedeutung.
Auf der 18. Klimakonferenz in Doha (COP 18) einigten sich die Vertragsstaaten auf die Einrichtung eines Arbeitsprogramms, um die Vielfalt von NAMAs noch besser verstehen zu können und die Entwicklung und Implementierung von NAMAs voranzutreiben. Das Arbeitsprogramm soll Informationen und Erfahrungen zu NAMAs, zu der erforderlichen Unterstützung sowie zur Nutzung des NAMA-Registers zusammentragen und auswerten (Decision 1/CP.18 para 19).
In Warschau (2013) verabschiedeten die Vertragsstaaten die MRV-Richtlinien für NAMAs, die ohne internationale Unterstützung durchgeführt werden. Darüber hinaus wurden erste Zwischenergebnisse des Arbeitsprogramms vorgestellt, dessen finale Ergebnisse für die Klimakonferenz in Lima im Dezember 2014 erwartet werden.

## Die Vielfalt von NAMAs
In Appendix 2 des Copenhagen Accord haben zahlreiche Entwicklungsländer ihre NAMAs eintragen. Die hierin vorgeschlagenen Maßnahmen spiegeln in ihrer Vielfalt die Breite des NAMA-Konzepts wider. So ist das Ziel der Malediven, bis zum Jahr 2020 CO2-Neutralität zu erreichen, ebenso ein NAMA wie die von Äthiopien angekündigten subnationalen Projekte zum Ausbau Erneuerbarer Energien.

### Typen
Die für den Copenhagen Accord vorgeschlagenen NAMAs können nach Sterk (2010) in fünf Kategorien unterteilt werden:
- Nationale Emissionsneutralitätsziele
- Nationale Emissionsintensitätsziele
- Nationale Emissionsziele im Sinne einer Abweichung von einem Business as Usual
- Sektorale Emissionsziele
- Spezifische Aktionen auf nationaler oder lokaler Ebene
- Kombinationen spezifischer Aktionen sowie eines aggregierten Emissionsziels, das mit diesen Aktionen erreicht werden soll.

Diese Vielfalt von NAMAs ergibt sich aus der Tatsache, dass die sozio-ökonomischen Bedingungen und die nationalen Ziele zur nachhaltigen Entwicklung, die bei der Entwicklung und Durchführung von NAMAs zu berücksichtigen sind, von Land zu Land sehr unterschiedlich sein können.

### Finanzierung
Je nach Unterstützung können zwei verschiedene NAMAs unterschieden werden:
domestic NAMA
Als domestic NAMAs werden jene Maßnahmen bezeichnet, die von dem Entwicklungsland ausschließlich mit eigenen Ressourcen durchgeführt werden.
supported NAMAs
Supported NAMAs sind Maßnahmen, die mithilfe externer Unterstützung durchgeführt werden. Die Unterscheidung zwischen NAMAs, die mit internationaler Unterstützung durchgeführt werden und jenen, die ohne diese Hilfe umgesetzt werden, wurde von den Vertragsstaaten auf der Klimakonferenz von Cancún 2010 formal übernommen.

## Messung, Berichterstattung und Überprüfung (MRV)
Laut Bali Action Plan müssen sowohl NAMAs als auch ihre Unterstützung messbar, berichtbar und überprüfbar sein. „Messen“ bezeichnet in diesem Zusammenhang das Sammeln von Informationen zum Fortschritt des NAMAs und den Auswirkungen. Mit „berichten“ ist die transparente und standardisierte Zusammenstellung dieser Informationen gemeint. „Überprüfen“ beschreibt die Prüfung der berichteten Informationen auf Vollständigkeit, Konsistenz und Verlässlichkeit durch ein unabhängiges Verfahren. Damit soll die Transparenz der Maßnahmen erhöht und das Vertrauen zwischen den Vertragsstaaten gestärkt werden.
Die Vorgaben zur Messung, Berichterstattung und Überprüfung von NAMAs sind im Zusammenhang der allgemeinen MRV-Anforderungen für Entwicklungsländer zu sehen. Diese sehen vor, dass Entwicklungsländer Nationalberichte (national communications – NCs) und zweijährlicher Aktualisierungsberichte (Biennial Update Reports – BURs) erstellen und einreichen müssen. Für die am wenigsten entwickelten Länder (Least Developed Countries – LDCs) und kleinen Inselstaaten (Small Island Developing States) bestehen jedoch keine zeitlichen Vorgaben für die Einreichung von BURs.
Die Überprüfung der eingereichten Informationen folgt dem Prozess der internationalen Beratung und Analyse (International Consultation and Analysis). Dieser sieht vor, dass ein Team von internationalen Experten eine technische Analyse durchführt und einen Berichtsentwurf erstellt. Dieser wird mit der betroffenen Vertragspartei diskutiert und fertiggestellt, bevor er an die UNFCCC weitergeleitet wird. Die hierdurch anfallenden Zusatzkosten werden von den Industriestaaten getragen. Sowohl bei der Datenerhebung als auch bei der Erstellung der Berichte erhalten die Entwicklungsländer internationale Unterstützung, unter anderem durch die Globale Umweltfazilität (Global Environment Facility – GEF) und eine eigens eingerichtete Expertengruppe (Consultative Group of Experts on National Communications from Parties not included in Annex I to the Convention – CGE).
Mit Blick auf MRV von NAMAs wurde mit den Cancún Agreements festgelegt, dass international unterstützte NAMAs sowohl einer nationalen als auch einer internationalen Messung, Berichterstattung und Überprüfung unterzogen werden müssen. Bei NAMAs, die ohne internationale Unterstützung durchgeführt werden (domestic NAMAs), ist hingegen nur ein nationales MRV notwendig (Decision 1/CP.16, para 61, 62).

### Domestic NAMAs
2012 wurde auf der Klimakonferenz in Doha beschlossen, MRV-Richtlinien für NAMAs zu entwickeln, die keine internationale Unterstützung erhalten (domestic NAMAs). Diese Richtlinien wurden Ende 2013 auf der Klimakonferenz in Warschau verabschiedet (Decision 21/CP.19). Die Anwendung der Richtlinien ist allerdings freiwillig und die Informationen darüber, wie ein MRV-System für domestic NAMAs aufgesetzt werden sollte, sind minimal. Dies folgt der allgemeinen Auffassung, dass NAMAs in einem bottom-up Verfahren entwickelt werden sollen, ohne durch formale MRV-Vorgaben behindert zu werden.

### Supported NAMAs
Bisher gibt es keine genauen Vorgaben für die internationale Messung, Berichterstattung und Überprüfung von international unterstützten NAMAs (supported NAMAs). Es ist allerdings zu erwarten, dass die Förderung von NAMAs durch bi- und multilaterale Förderinstrumente an die Einhaltung von Vorgaben gekoppelt sein wird, die über die Anforderungen der UNFCCC hinausgehen.

## Existierende Förderungsmaßnahmen zur Umsetzung von NAMAs
Bisher wurde vor allem die Entwicklung von NAMAs unterstützt, insbesondere durch Kapazitätsaufbau und technische Hilfe bei der Ausgestaltung der Maßnahmen. Initiativen, die auf die Unterstützung bei der Umsetzung von NAMAs ausgerichtet sind, sind bisher hingegen rar. Ein Gegenbeispiel stellt die im Dezember 2013 von Deutschland und dem Vereinigten Königreich eingerichtete NAMA Fazilität (NAMA Facility) dar. Sie ist ausschließlich auf die Umsetzung von NAMAs spezialisiert. Die NAMA Registry führt zahlreiche weitere Unterstützungsinitiativen auf. Die wenigsten haben bisher jedoch explizit die Implementierung von NAMAs unterstützt oder diese Absicht klar kommuniziert.
Neben diesen NAMA-spezifischen Fördermaßnahmen gibt es zahlreiche weitere Programme – z. B. zur Förderung Erneuerbarer Energien und Energieeffizienz – die ebenfalls bei der Umsetzung von NAMAs genutzt werden können, wenngleich sie nicht explizit hierfür geschaffen wurden. Darüber hinaus wird der neu geschaffene Grüne Klimafonds, welcher seit Mai 2014 betriebsbereit ist und derzeit mit Kapital ausgestattet wird, voraussichtlich eine zentrale Rolle bei der Finanzierung von NAMAs spielen.

## Derzeitiger Entwicklungsstand von NAMAs
Neben der offiziellen NAMA Registry der UNFCCC gibt es zahlreiche weitere Datenbanken, die Aufschluss über den derzeitigen Entwicklungsstand von NAMAs geben. Eine dieser Datenbanken ist die von Ecofys geführte NAMA database. Sie beinhaltet sowohl geplante Maßnahmen als auch NAMAs, die bereits umgesetzt werden. Im August 2014 umfasste die Datenbank insgesamt 106 NAMAs, von denen sich sieben in der Umsetzung befanden. Im Folgenden werden zentrale Eigenschaften der 106 NAMAs zusammengefasst, die in der NAMA database aufgeführten sind.
Regionale Verteilung: Lateinamerika ist mit einem Anteil von 44 % besonders stark vertreten, während Asien mit 16 % unterrepräsentiert ist. Der Anteil Afrikas und des Nahen Ostens ist mit 28 % vergleichsweise hoch. Die restlichen 12 % an der NAMA-Pipeline entfallen auf Europa.
Sektorale Verteilung: Die Mehrzahl (38 %) der NAMAs zielen auf Maßnahmen im Energieversorgung ab. Weitere bedeutende Sektoren sind Abfallwirtschaft (17 %), Verkehr (15 %) und Gebäude (13 %).
Interventionsebene: Die Mehrheit der NAMAs ist auf nationaler Ebene angelegt (71 %), während lediglich ein Bruchteil (11 %) die subnationale Ebene adressieren.